# Wereldkampioenschappen roeien 2008
De 38e editie van de wereldkampioenschappen roeien werden gehouden van 22 juli tot en met 28 juli 2008. Het jaarlijkse roeievenement vond plaats in Ottensheim, Oostenrijk in een zijrivier van de Donau. Het toernooi stond onder auspiciën van de wereld roeifederatie FISA.

## Onderdelen
In dit Olympisch jaar staan alleen de niet-olympische onderdelen op het programma. Welke onderdelen dit zijn, staan in de volgende tabel.
| Boot | Boot        | Man | M, Licht | Vrouwen | V, Licht |
| ---- | ----------- | --- | -------- | ------- | -------- |
| 1x   | Skiff       |     | WK       |         | WK       |
| 2-   | Twee zonder |     | WK       |         |          |
| 2+   | Twee met    | WK  |          |         |          |
| 4x   | Dubbel vier |     | WK       |         | WK       |
| 4-   | Vier zonder |     |          | WK      |          |
| 8+   | Acht        |     | WK       |         |          |

## Medaillewinnaars

### Mannen
| Bootklasse              | Goud | Goud    | Zilver | Zilver  | Brons | Brons   |
| Lichte skiff LM1x       | Nieuw-Zeeland Duncan Grant | 6:52.38 | Nederland Jaap Schouten | 6:52.73 | Griekenland Ilias Pappas | 6:55.00 |
| Twee met M2+            | Canada Gabriel Bergen James Dunaway Mark Laidlaw                                                                                              | 7:06.69 | Frankrijk Sebastien Lente Benjamin Lang Benjamin Manceau | 7:08.64 | Australië Nick Baxter Fergus Pragnell Hugh Rawlinson | 7:09.30 |
| Lichte twee zonder LM2- | Griekenland Nikolaos Gkountoulas Apostolos Gkountoulas                                                                                        | 6:40.92 | Italië Andrea Caianiello Armando Dell'Aquila | 6:42.88 | Servië Goran Nedeljkovic Milos Tomic | 6:45.25 |
| Lichte dubbel vier LM4x | Italië Franco Sancassani Daniele Gilardoni Stefano Basalini Daniele Danesin                                                                   | 5:57.30 | Frankrijk Remi Di Girolamo Jeremie Azou Fabrice Moreau Pierre-Etienne Pollez                                                                                      | 5:57.56 | Duitsland Stephan Schad Knud Lange Felix Oevermann Michael Wieler | 5:59.50 |
| Lichte acht LM8+        | Verenigde Staten Simon Carcagno Andrew Bolton Colin Farrell Mike Altman Patrick Todd Will Daly Thomas Paradiso Matt Muffelman Ned del Guercio | 5:50.29 | Duitsland Matthias Veit Marc Rippel Johann-Sebastian Diemann Jonas Schuetzeberg Matthias Schoemann-Finck Adrian Bretting Olaf Beckmann Axel Schuster Martin Sauer | 5:51.69 | Nederland Pieter Rom Colthoff Diederick van den Bouwhuijsen Reinoud de Groot Dennis Beemsterboer Rutger Bruil Jolmer van der Sluis Maarten Tromp Maarten De Boer Ryan Den Drijver | 5:52.37 |

### Vrouwen
| Bootklasse              | Goud                                                                           | Goud    | Zilver                                                                      | Zilver  | Brons                                                                        | Brons   |
| Lichte skiff LW1x       | Zwitserland Pamela Weisshaupt                                                  | 7:43.26 | Ierland Sinead Jennings                                                     | 7:43.81 | Kroatië Mirna Rajle-Brođanac                                                 | 7:47.15 |
| Vier zonder W4-         | Wit-Rusland Hanna Nakhayeva Volha Shcharbachenia Natallia Helakh Yuliya Bichyk | 6:39.89 | Verenigde Staten Karen Colwell Stesha Carle Sarah Trowbridge Esther Lofgren | 6:43.56 | Denemarken Maria Pertl Lisbet Jakobsen Fie Graugaard Lea Jakobsen            | 6:44.69 |
| Lichte dubbel vier LW4x | Australië Ingrid Fenger Bronwen Watson Miranda Bennett Alice McNamara          | 6:36.41 | Polen Monika Myszk Magdalena Kemnitz Weronika Deresz Ilona Mokronowska      | 6:39.38 | Verenigde Staten Elizabeth Peters Wendy Tripician Rebecca Smith Hannah Moore | 6:40.77 |

## Medailleklassement
| Plaats | Land             | Goud | Zilver | Brons | Totaal |
| 1      | Verenigde Staten | 1    | 1      | 1     | 3      |
| 2      | Italië           | 1    | 1      | 0     | 2      |
| 3      | Australië        | 1    | 0      | 1     | 2      |
| 3      | Griekenland      | 1    | 0      | 1     | 2      |
| 5      | Wit-Rusland      | 1    | 0      | 0     | 1      |
| 5      | Canada           | 1    | 0      | 0     | 1      |
| 5      | Nieuw-Zeeland    | 1    | 0      | 0     | 1      |
| 5      | Zwitserland      | 1    | 0      | 0     | 1      |
| 9      | Frankrijk        | 0    | 2      | 0     | 2      |
| 10     | Duitsland        | 0    | 1      | 1     | 2      |
| 10     | Nederland        | 0    | 1      | 1     | 2      |
| 12     | Ierland          | 0    | 1      | 0     | 1      |
| 12     | Polen            | 0    | 1      | 0     | 1      |
| 14     | Kroatië          | 0    | 0      | 1     | 1      |
| 14     | Denemarken       | 0    | 0      | 1     | 1      |
| 14     | Servië           | 0    | 0      | 1     | 1      |
| Totaal | Totaal           | 8    | 8      | 8     | 24     |

## Organisatie
De organisatie ontving in 2008 een subsidie van € 78.000 vanuit de federale overheid van Oostenrijk, in het kader van een subsidieregeling voor grote sportevenementen.
Edities

1962 Luzern · 
1966 Bled · 
1970 St. Catharines · 
1974 Luzern · 
1975 Nottingham · 
1976 Villach · 
1977 Amsterdam · 
1978 Hamilton (alleen zwaar) · 
1978 Kopenhagen (alleen licht) · 
1979 Bled · 
1980 Hazewinkel · 
1981 München · 
1982 Luzern · 
1983 Duisburg · 
1984 Montréal · 
1985 Hazewinkel · 
1986 Nottingham · 
1987 Kopenhagen · 
1988 Milaan · 
1989 Bled · 
1990 Lake Barrington · 
1991 Wenen · 
1992 Montréal · 
1993 Račice · 
1994 Indianapolis · 
1995 Tampere · 
1996 Motherwell · 
1997 Aiguebelette · 
1998 Keulen · 
1999 St. Catharines · 
2000 Zagreb · 
2001 Luzern · 
2002 Sevilla · 
2003 Milaan · 
2004 Banyoles · 
2005 Gifu · 
2006 Eton · 
2007 München · 
2008 Ottensheim · 
2009 Poznań · 
2010 Hamilton · 
2011 Bled · 
2012 Plovdiv · 
2013 Chungju · 
2014 Amsterdam ·
2015 Aiguebelette ·
2016 Rotterdam ·
2017 Sarasota ·
2018 Plovdiv ·
2019 Ottensheim ·
2020 Bled ·
2021 Shanghai ·
2022 Račice ·
2023 Belgrado ·
2024 St. Catharines ·
2025 Shanghai · 
2026 Amsterdam

Onderdelen

Skiff · 
Lichte skiff · 
Dubbel twee · 
Lichte dubbel twee · 
Twee zonder · 
Lichte twee zonder · 
Twee met

Dubbel vier · 
Dubbel vier met · 
Lichte dubbel vier · 
Vier zonder · 
Lichte vier zonder · 
Vier met · 
Acht · 
Lichte acht